# Araeoncus clavatus
Araeoncus clavatus är en spindelart som beskrevs av Andrei V. Tanasevitch 1987. Araeoncus clavatus ingår i släktet Araeoncus och familjen täckvävarspindlar.
Artens utbredningsområde är Armenien. Inga underarter finns listade i Catalogue of Life.